# Вампирша-лесбиянка

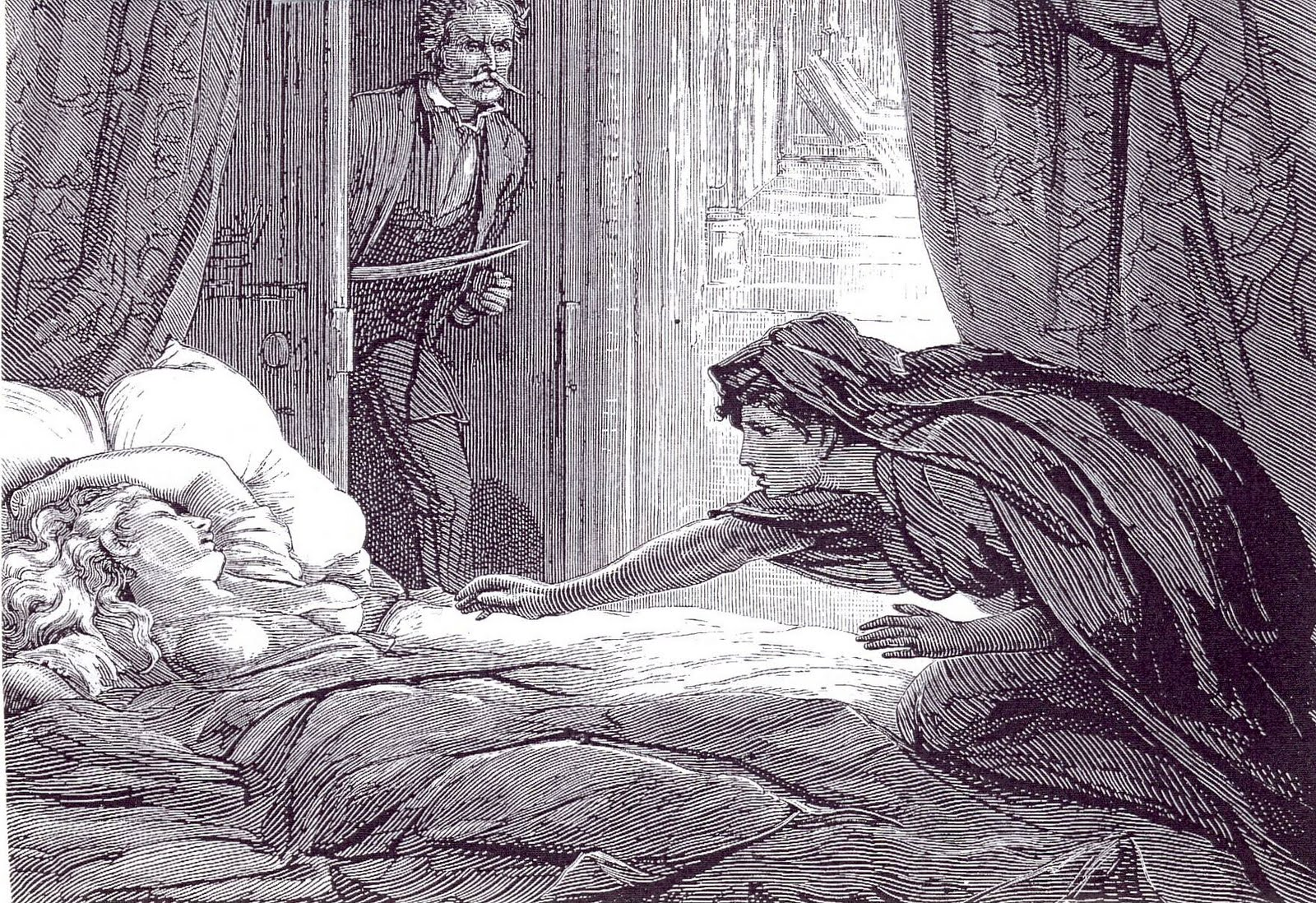
Иллюстрация Д. Г. Фристона, сопровождавшая первую публикацию повести о лесбиянках-вампирах Кармилла в журнале The Dark Blue в 1872 году

Вампирша-лесбиянка (англ. Lesbian vampire) — троп в эксплуатационных фильмах и литературе XX века, сутью которого является показ влечения женщины-вампирши, антагониста произведения, к молодой девушке, своей жертве, — протагонисту сюжета.

## В кино
Вампирша-лесбиянка — один из самых устойчивых образов в истории кино. Корнями образ уходит к готической новелле ирландского писателя XIX века Джозефа Шеридана Ле Фаню «Кармилла». В 1970-х годах использование этого киноштампа стало настолько массовым («Любовницы-вампирши» (1970), «Вампирши-лесбиянки» (1971), «Страсть к вампиру» (1971) и др.), что данный вид фильмов образовал собственный поджанр фильмов ужасов. В 1960-х и 70-х годах фильмы о вампиршах-лесбиянках, массово производимые такими режиссёрами как Хесус Франко и Жан Роллен, символизировали период маргинализации европейского хоррора.
Вампирша-лесбиянка в фильмах всегда оказывается проигравшей стороной, она наказана и побеждена. Но даже несмотря на это, её образ остаётся одним из самых важных в аспекте отражения лесбийских отношений в кинематографе.
В восприятии фильмов о вампирах лесбийской аудиторией важен тот момент, что тайна вампира, вынужденность скрывать свой образ жизни, может восприниматься зрительницами в процессе просмотра картины как отсылка к собственной, зачастую сокрытой от общества сексуальности. И осознанная наивность фильма может доставлять эстетическое удовольствие, не требуя выступать самой в качестве жертвы, необходимой по сюжету. Особая сексуальность, присущая героям-вампирам и героиням-вампиршам, всегда особенно подчёркивается. Притяжение, возникающее между вампиршей и жертвой, может быть оценено как метафора сексуального контакта. Именно поэтому картины, где присутствует женщина-вампир, возможно трактовать как содержащие лесбийские мотивы. К примеру, фильм 1936 года «Дочь Дракулы» имел весьма большие сложности при рассмотрении его Production Code Administration как раз в связи с лесбийским подтекстом, обнаруженным в картине. Фильм считается первой картиной, где намекается на лесбийскую сущность влечения вампирши к своей жертве. В сцене, где к дочери Дракулы, Марии Зелеска (в исполнении Глории Холден), приходит для позирования Лили (Нэн Грей), вампирша, охваченная непреодолимым влечением, нападает на полураздетую девушку.
Наряду с образами женоподобных мужчин, характерных для голливудских фильмов 1930-х, наряду с образами гомосексуалов-злодеев, образ вампирши-лесбиянки показывает, как кинематограф отражает представления общества о гомосексуальности и, одновременно, как он влияет на них.

## В литературе
В «Историях Гильды» Джуэллы Гомес рассказывается о лесбиянке, которая в 1850-х годах сбегает из рабства и становится группой вампиров. Роман получил две литературные премии Лямбда.